# Вальрам I (граф Нассау)
Вальрам I (нем. Walram I.; ок. 1146 — 1 февраля 1198) — граф Нассау с 1154 года. Прадед германского короля Адольфа (1292—1298).
Младший сын Рупрехта I фон Нассау и Беатрисы Лимбургской. После смерти отца 7-летний Вальрам был объявлен соправителем брата — Рупрехта II. После его смерти в 1159 году правил совместно с двоюродными братьями Генрихом I и Рупрехтом III, с 1191 года — один.
Вальрам пытался освободиться от лённой зависимости от трирских архиепископов, в которую попал с 1159 года. Враждовал с соседями — князьями Эппштейн, Зольмс и Катценельнбоген.
Получил права фогтства в Зигерланде.
Вместе с Рупрехтом III участвовал в Третьем крестовом походе. Рупрехт погиб (или умер) в Святой Земле (1191), и Вальрам унаследовал его владения — часть графства Нассау и фогство в Кобленце.

## Семья
Женой Вальрама I была Кунигунда (ок. 1135 — после 1189), дочь графа Готфрида I фон Цигенхайн. Известно трое их детей:
- Беатриса, монахиня
- Генрих II Богатый (ок. 1190—1251), граф Нассауский (1198—1249)
- Рупрехт IV (ум. ок. 1240), граф Нассауский (1198—1230), рыцарь Тевтонского ордена (с 1230 года).